# Bartelso
Bartelso es una villa ubicada en el condado de Clinton en el estado estadounidense de Illinois. En el Censo de 2010 tenía una población de 595 habitantes y una densidad poblacional de 598,26 personas por km².

## Geografía
Bartelso se encuentra ubicada en las coordenadas 38°32′14″N 89°28′3″O / 38.53722, -89.46750. Según la Oficina del Censo de los Estados Unidos, Bartelso tiene una superficie total de 0.99 km², de la cual 0.99 km² corresponden a tierra firme y (0%) 0 km² es agua.

## Demografía
Según el censo de 2010, había 595 personas residiendo en Bartelso. La densidad de población era de 598,26 hab./km². De los 595 habitantes, Bartelso estaba compuesto por el 98.49% blancos, el 0.67% eran afroamericanos, el 0% eran amerindios, el 0% eran asiáticos, el 0% eran isleños del Pacífico, el 0.5% eran de otras razas y el 0.34% pertenecían a dos o más razas. Del total de la población el 0.84% eran hispanos o latinos de cualquier raza.